# František Tonner
František Tonner (20. září 1837 Zdíkov – 22. února 1934 Písek) byl rakouský a český pedagog a politik, v 70. letech 19. století krátce poslanec Českého zemského sněmu.

## Biografie
Studoval na gymnáziu v Praze a Písku, kde maturoval roku 1855. Pak vystudoval přírodní vědy na Karlo-Ferdinandově univerzitě v Praze. V roce 1860 získal ve Vídni kvalifikaci pro výuku chemie a přírodopisu na reálných školách. Téhož roku vznikla v Písku česká reálka a Tonner sem nastoupil jako učitel chemie. V roce 1870 se stal ředitelem písecké reálky a školu vedl po dobu 25 let. Ve funkci ředitele se mu podařilo převzetí chodu školy státem roku 1886 a prosazení výstavby nové školské budovy. Získal titul školního rady. Do penze odešel na vlastní žádost roku 1895. Přednášel chemii ve večerních kurzech. Napsal Učebnici lučby organické pro vyšší reálky a Chemickou technologii pro vyšší dívčí školy. Kromě toho byl veřejně aktivní. V březnu roku 1872 zasedl do výboru Občanské záložny v Písku a v srpnu 1872 povýšil na ředitele kanceláře této záložny. Dosáhl finanční stabilizace záložny a od roku 1874 byl jejím ředitelem, přičemž jím zůstal až roku 1920. Roku 1890 si záložna postavila nové sídlo. Přispíval do regionálního tisku, popularizoval meteorologii (v Písku zřídil meteorologickou stanici).
V 70. letech 19. století se krátce zapojil do zemské politiky. V doplňovacích volbách v říjnu 1873 byl zvolen za Národní stranu (staročeskou) na Český zemský sněm v městské kurii (obvod Písek). V rámci tehdejší politiky české pasivní rezistence ale křeslo nepřevzal, byl pro absenci zbaven mandátu. V doplňovacích volbách roku 1874 nekandidoval a místo něj byl do sněmu zvolen Lambert Hessler.
Zemřel ve vysokém věku roku 1934. Byl pohřben na hřbitově u Nejsvětější Trojice v Písku.

## Příbuzenstvo
- Bratr August Tonner (1823–1890), někdy uváděný s křestním jménem Augustin,[6] byl veřejně činný právník, novinář, manažer a úředník.[7]
- Bratr Emanuel Tonner (1839–1900) byl známý středoškolský profesor, ředitel obchodní akademie, spisovatel a politik.[8]